# کلورت سیتی (کنتاکی)
کلورت سیتی (به انگلیسی: Calvert City) شهری در ایالت کنتاکی کشور ایالات متحده آمریکا است که جمعیت آن در سرشماری سال ۲۰۱۰ میلادی، ۲٬۵۶۶ نفر بوده است.